# 플레임 사건
플레임 사건(영어: Plame affair)은 미국의 전 외교관 조지프 C. 윌슨의 아내인 밸러리 플레임이 미국 중앙정보국(CIA) 요원인 사실이 언론에 누설, 노출된 사건이다. 플레임게이트(영어: Plamegate), CIA 누출 사건(영어: CIA leak case) 등으로 불린다. 당시 부시 행정부는 "사담 후세인 체제가 대량 살상 무기를 보유하고 있다"는 이라크 전쟁의 정당성을 나타내는 내용의 선전을 흘리고 있으며, 조지프 윌슨은 정보 조작이라고 비판했다.